# Comandante Militar Provincial

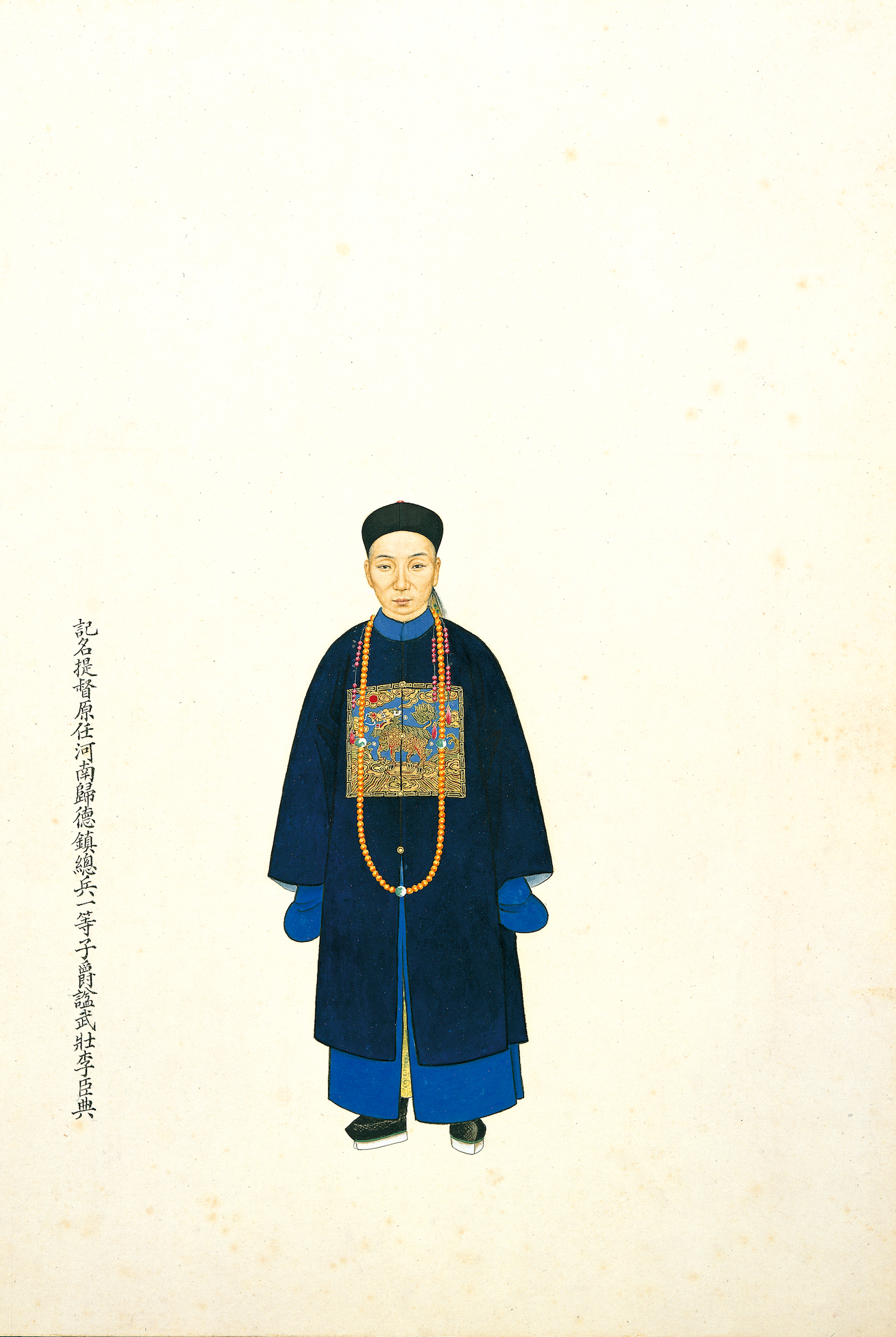
Li Chendian (1823–1864) foi promovido a candidato de tidu durante a guerra contra Reino Celestial Taiping

O Comandante Militar Provincial (chinês tradicional: 提督, pinyin: tídū) foi o mais alto oficial militar nas províncias chinesas do Estandarte Verde (綠營; lǜyíng) na Dinastia Qing (1644–1911).  Geralmente havia um em cada província, mas às vezes havia dois em uma província, um responsável pelo exército e outro pela marinha (como Fujian).  Sob a jurisdição do governador provincial (巡撫; xúnfǔ) e às vezes de um governador-geral (總督), ele estava encarregado das forças militares chinesas conhecidas como Exército do Estandarte Verde (綠營; lǜyíng), mas não tinha controle sobre os Oito Estandartes.  O comandante militar provincial também é conhecido como comandante-em-chefe provincial e general-em-chefe. 